# 103丁目-コロナ・プラザ駅
103丁目-コロナ・プラザ駅（103ちょうめ-コロナ・プラザえき、英語: 103rd Street–Corona Plaza）はニューヨーク市地下鉄IRTフラッシング線の駅である。103丁目とルーズベルト・アベニューの交差点にあり、7系統が終日停車する。

## 歴史
103丁目-コロナ・プラザ駅は1917年4月21日にフラッシング線のクイーンズボロ・プラザ以東への延伸線の終端駅として、アルバーティス・アベニュー駅という名前で開業した。その後、駅北端に設置予定だった出口が面する通りから104丁目駅と改称され、さらに現在の103丁目-コロナ・プラザ駅と改称された。ただし、今でもアルバーティス・アベニューの名前が入った駅名標が残っている。1925年10月13日にフラッシング線が111丁目駅に延伸されるまでは、BMT線とIRT線が接続する東側のターミナル駅であった。

## 駅構造
| P プラットホーム階           |                                                                   |                                          |
| 相対式ホーム、右側ドアが開く |                                                                   |                                          |
| 南行緩行線                   | ← 34丁目-ハドソン・ヤード駅行き（ジャンクション・ブールバード駅） |                                          |
| 急行線                       | ← 通過 →                                                          |                                          |
| 北行緩行線                   | → フラッシング-メイン・ストリート駅行き（111丁目駅）→             |                                          |
| 相対式ホーム、右側ドアが開く |                                                                   |                                          |
| M                            | 改札階                                                            | 改札口、駅員詰所、メトロカード自動券売機 |
| G                            | 地上階                                                            | 出入口                                   |

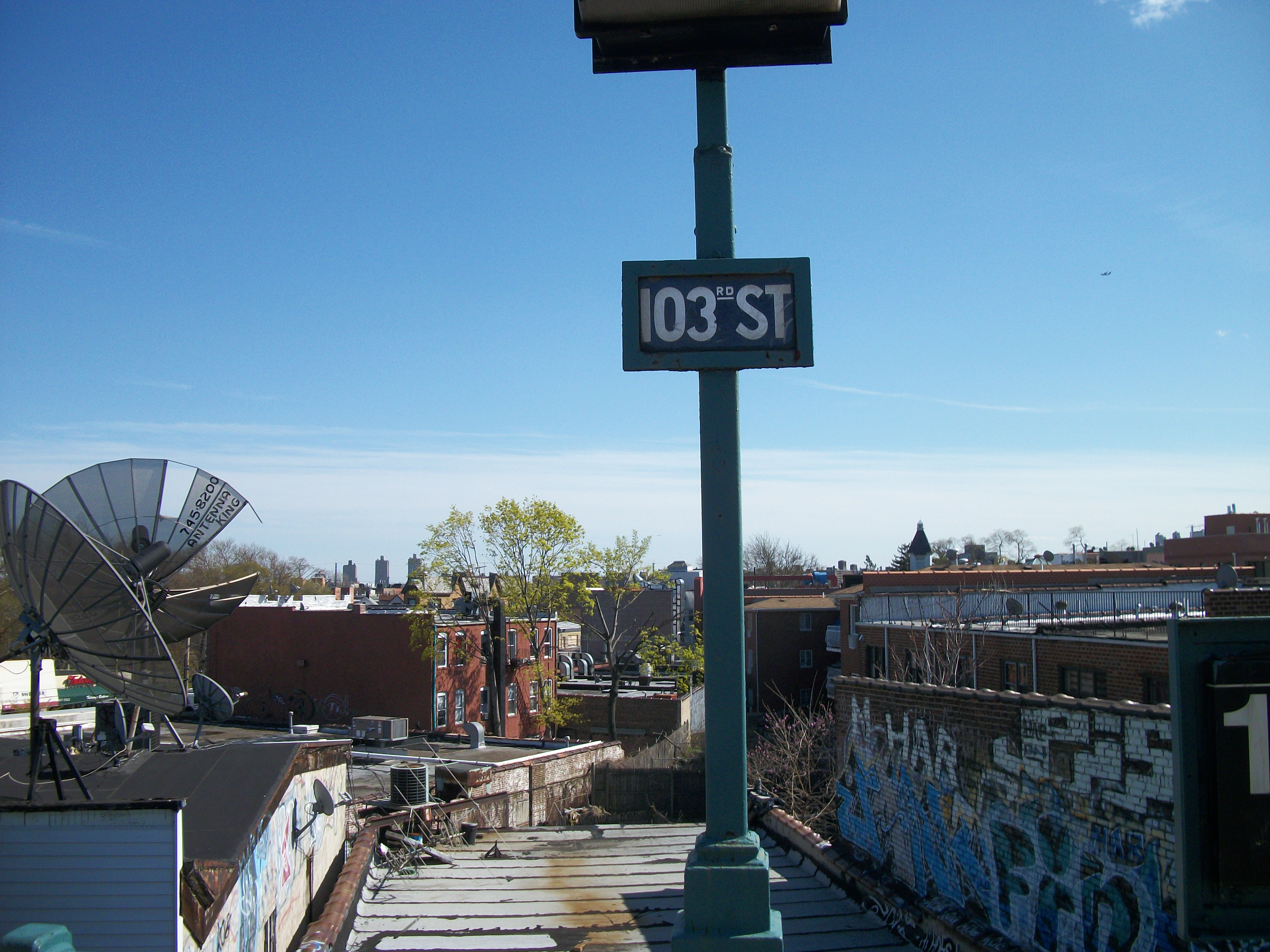
北行きホームにある古風な小型の駅名標 （2011年4月）

103丁目-コロナ・プラザ駅は相対式ホーム2面3線を有する高架駅で、中央の線路はラッシュ時・混雑方向の<7>系統が通過する。ホームにはベージュの風防と、緑色のフレームと支柱で支えられた茶色の天蓋があり、ホーム両端には緑色に塗られた腰ほどの高さのフェンスが設けられている。駅名標はニューヨーク市地下鉄標準の黒板に白文字であるが、ホーム端の街灯には古い駅名標が残っている。

### 出口
この駅の出入口は線路下の駅舎に１か所しかない。103丁目と104丁目の間に、ルーズベルト・アベニューの両側から駅に登る階段がある。改札口はトークン・ブースが中央にあり、その両側に自動改札機が並んでいる。自動改札機を出ると木造の待合室兼渡り通路があり、階段でそれぞれのホームに上ることができる。